# لغرية

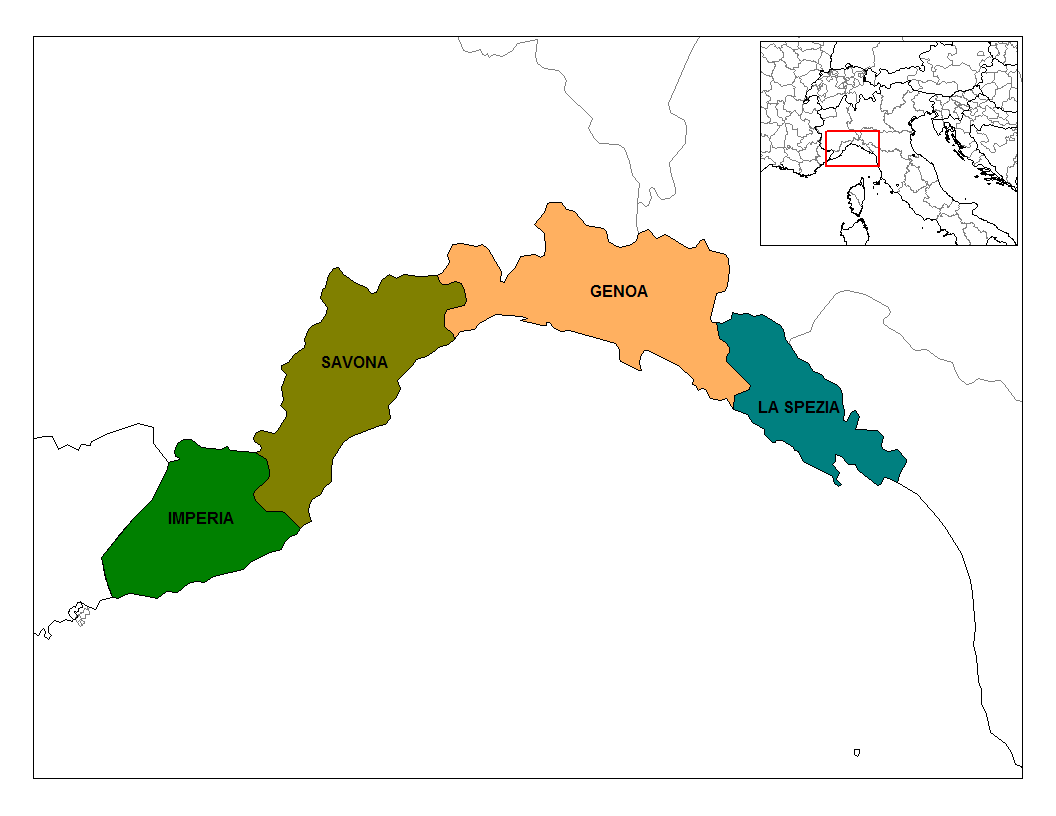
ليغوريا ومقاطعاته

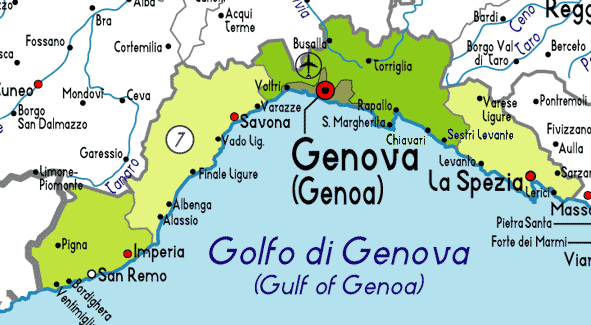
خريطة ليغوريا

لِغُريَة أو ليغورية أو لِغُريَا أو (نقحرة: ليغوريا) أحد الأقاليم العشرين المكونة للتراب الإيطالي يقع في شمال غرب البلاد مطلا على لغرية جنوبا ويحده شمالا إقليم بيمُنتة وشرقا إقليمي إميليا رومانيا وتُسكانة عاصمته جنوة سكانه يبلغون حوالي 1.609.013 نسمة ومساحته 5.410 كيلومتر مربع
مقسم إلى أربعة مقاطعات هي :
- مقاطعة جنوة
- مقاطعة لا سبيتسيا
- مقاطعة إمبرية
- مقاطعة سفونة

## أهم المدن
|   | المدينة    | الاسم بالإيطالية | المقاطعة   | السكان  |
| - | ---------- | ---------------- | ---------- | ------- |
| 1 | جنوة       | Genova           | جنوة       | 618.438 |
| 2 | لا سبيتسيا | La Spezia        | لا سبيتسيا | 94.263  |
| 3 | سفونة      | Savona           | سفونة      | 61.766  |
| 4 | سان ريمو   | Sanremo          | إمبرية     | 57.120  |
| 5 | إمبرية     | Imperia          | إمبرية     | 40.900  |
| 6 | رابالو     | Rapallo          | جنوة       | 30.224  |

## توأمة
للِغُرية اتفاقيات توأمة مع:
- محافظة آوموري [4]

## أعلام
- ليزا جاستوني
- خوسيه ماريا أرويو
- ماركو أراتور